# Младен Кучев
Младен Величков Кучев е български щангист, категория 67,5 кг.

## Биография
Роден е на 29 януари 1947 г. в с. Згалево, Плевенско. Започва да тренира борба в ДФС „Спартак“ (Плевен). От 1964 г. тренира вдигане на тежести при треньора Иван Дилов. От 1966 г. е в националния отбор за юноши.
Спортният му път е свързан с Иван Абаджиев. Първите му сериозни успехи са златните медали на европейското първенство през 1969, 1970 и 1972 г. Носител е на пет сребърни и два бронзови медала от европейски и световни първенства. На Летните олимпийски игри в Мюнхен печели сребърен медал.
Подобрява световния рекорд в движението повдигане девет пъти. Постижението му от 157,5 кг за категория до 67,5 кг. е ненадминато и днес. Прекратява поради контузия спортната си кариера през 1976 г.